# 無鋸齒擬項鰭鯰
無鋸齒擬項鰭鯰，為輻鰭魚綱鯰形目項鰭鯰科的其中一種，為熱帶淡水魚類，分布於南美洲委內瑞拉至巴西淡水流域，體長可達22公分，棲息在河川下游、河口泥底質底層水域，成群活動，屬雜食性，繁殖期時，腹鰭與下顎變成粉紅色，可做為食用魚。

## 扩展阅读
維基物種上的相關：無鋸齒擬項鰭鯰